# Thalassoma septemfasciatum
Thalassoma septemfasciatum är en fiskart som beskrevs av Scott, 1959. Thalassoma septemfasciatum ingår i släktet Thalassoma och familjen läppfiskar. IUCN kategoriserar arten globalt som otillräckligt studerad. Inga underarter finns listade i Catalogue of Life.